# Phi lao
Phi lao hay còn gọi xi lau, dương, dương liễu (danh pháp khoa học Casuarina equisetifolia) là một loài thực vật có hoa trong họ Casuarinaceae. Loài này được Carl Linnaeus đặt tên khoa học đầu tiên năm 1759.

## Từ nguyên
Tên khoa học của loài equisetifolia có nguồn gốc từ tiếng Latinh equisetum, nghĩa là "lông đuôi ngựa" (vì chùm lá của nó giống như lông đuôi ngựa).

## Phân bố và môi trường sống
Casuarina equisetifolia được tìm thấy từ Ấn Độ, Myanmar và Việt Nam qua Malesia về phía đông đến Polynesia thuộc Pháp, New Caledonia, và Vanuatu, và về phía nam đến Australia (phần phía bắc của Lãnh thổ Bắc Úc, bắc và đông Queensland, và đông nam New South Wales, ở đây nó phát triển đến phía nam Laurieton.
Một quần thể cũng được tìm thấy ở Madagascar, trước đây nghi là loài bản địa, nhưng hiện nay người ta cho rằng nó được du nhập vào đây. Loài này được du nhập vào miền nam Hoa Kỳ và Tây Phi. Đây là loài xâm hại ở Florida và Nam Phi.
Cây sinh trưởng tốt nhất trên đất cát mới bồi tụ ven biển và đồng bằng; cũng có thể sống được trên đất cát nghèo, đất dốc tụ có tầng dày, thành phần cơ giới nhẹ, độ pH 5,5.

## Phân loài
Có 2 phân loài thuộc loài này:
- C. e. subsp. equisetifolia[16]
- C. e. subsp. incana (Benth.) L.A.S.Johnson, 1982[17]

### C. e.subsp.equisetifolia
Bản địa khu vực từ Ấn Độ ở phía tây qua Đông Nam Á tới New Guinea và miền đông Australia cùng một số đảo cận kề. Du nhập vào Pakistan, Sri Lanka, Madagascar, miền đông châu Phi, Italia, Tây Ban Nha, tây bắc châu Phi, Caribe, Venezuela, đông nam Hoa Kỳ, Mexico.
Các danh pháp đồng nghĩa bao gồm:
- Casuarina africana Lour., 1790
- Casuarina brunoniana Miq., 1848
- Casuarina equisetifolia var. souderi Fosberg, 1966
- Casuarina excelsa Dehnh. ex Miq., 1848
- Casuarina indica Pers., 1807
- Casuarina lateriflora Poir., 1812
- Casuarina littorea Oken, 1841
- Casuarina littorea var. souderi (Fosberg) Fosberg & Sachet, 1975
- Casuarina mertensiana Rupr. ex Miq., 1868
- Casuarina repens Hoffmanns., 1841
- Casuarina sparsa Tausch, 1839
- Casuarina truncata Willd., 1814

### C. e.subsp.incana
Bản địa New Caledonia, New South Wales, Queensland, Vanuatu. Du nhập vào Tây Ban Nha.
Các danh pháp đồng nghĩa bao gồm:
- Casuarina equisetifolia var. incana Benth., 1873
- Casuarina incana A.Cunn. ex Benth., 1873

## Mô tả
Casuarina equisetifolia là cây thường xanh, cao đến 6–35 m (20–115 ft). Cụm hoa đực hình đuôi sóc dài 0,7–4 cm (0,28–1,57 in), cụm hoa cái đơn độc, mọc ở ngọn các cành bên, hoa cái cũng không bao hoa, đính vào nách của 1 lá bắc. Không giống hầu hết các loài khác trong chi Casuarina, loài này có hoa đơn tính, cùng gốc. Quả là một cấu trúc gỗ có hình bầu dục dài 10–24 mm (0,39–0,94 in) và đường kính 9–13 mm (0,35–0,51 in), bề ngoài giống như noãn hạt trần được cấu thành bởi nhiều lá noãn, mỗi lá noãn chứa một hạt với cánh nhỏ dài 6–8 mm (0,24–0,31 in).
Giống như các loài khác trong chi Casuarina, Casuarina equisetifolia là cây có khả năng cố định đạm trong khí quyển, nhưng khác với các cây thuộc họ đậu, Casuarina cộng sinh với xạ khuẩn Frankia spp.

## Ứng dụng
Phi lao cũng được dùng làm thuốc. Rễ cây dùng làm thuốc chữa tiêu chảy và lị. Do các cành và thân phi lao chịu cắt uốn nên còn dùng làm cây cảnh, cây bóng mát và bonsai. Gỗ dùng làm cột, đóng đồ dùng, trụ mở, bột giấy, dăm, than hầm, đun. Trồng rừng phòng hộ, chắn gió cố định cát ven biển.

## Hình ảnh

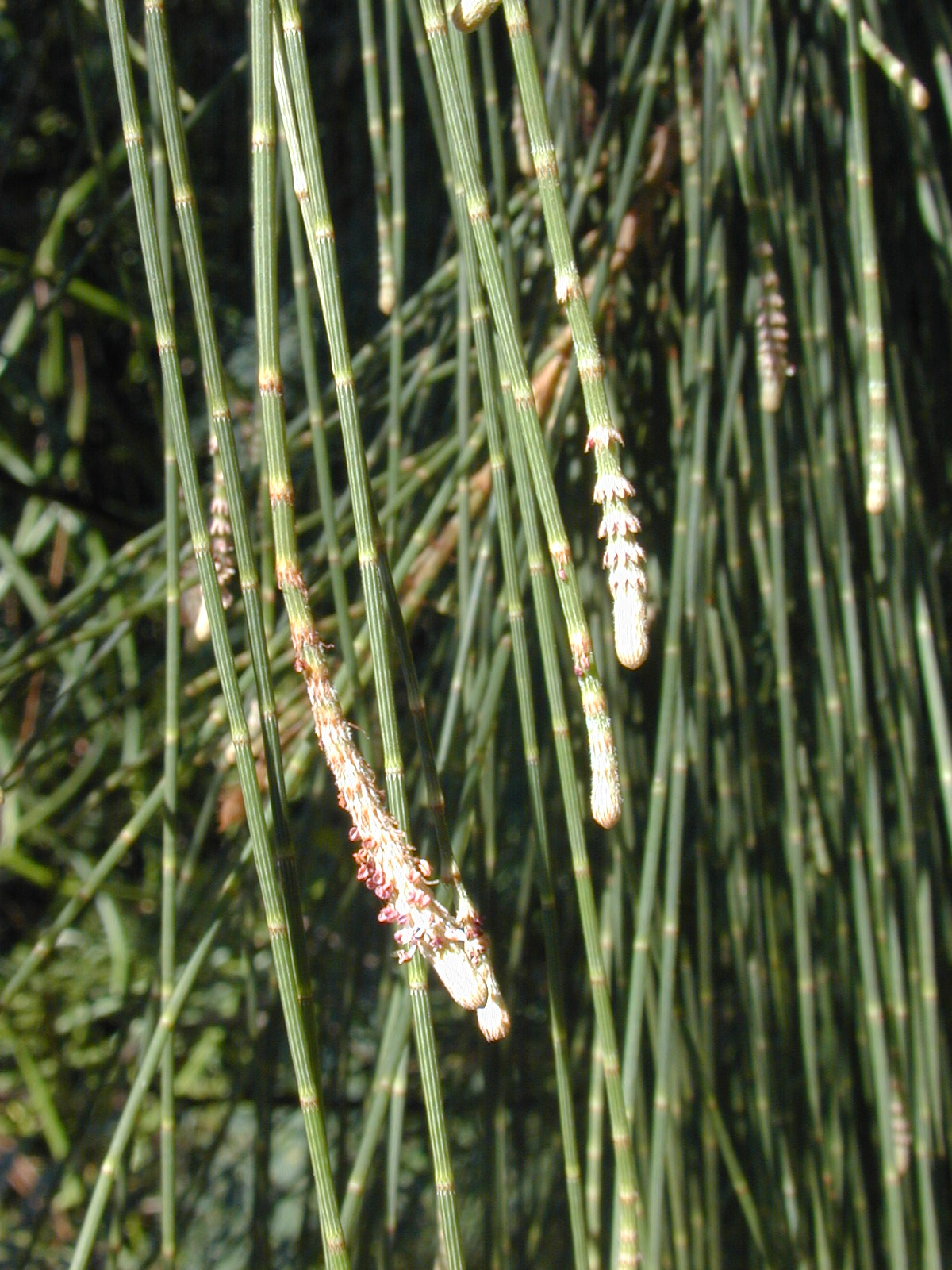
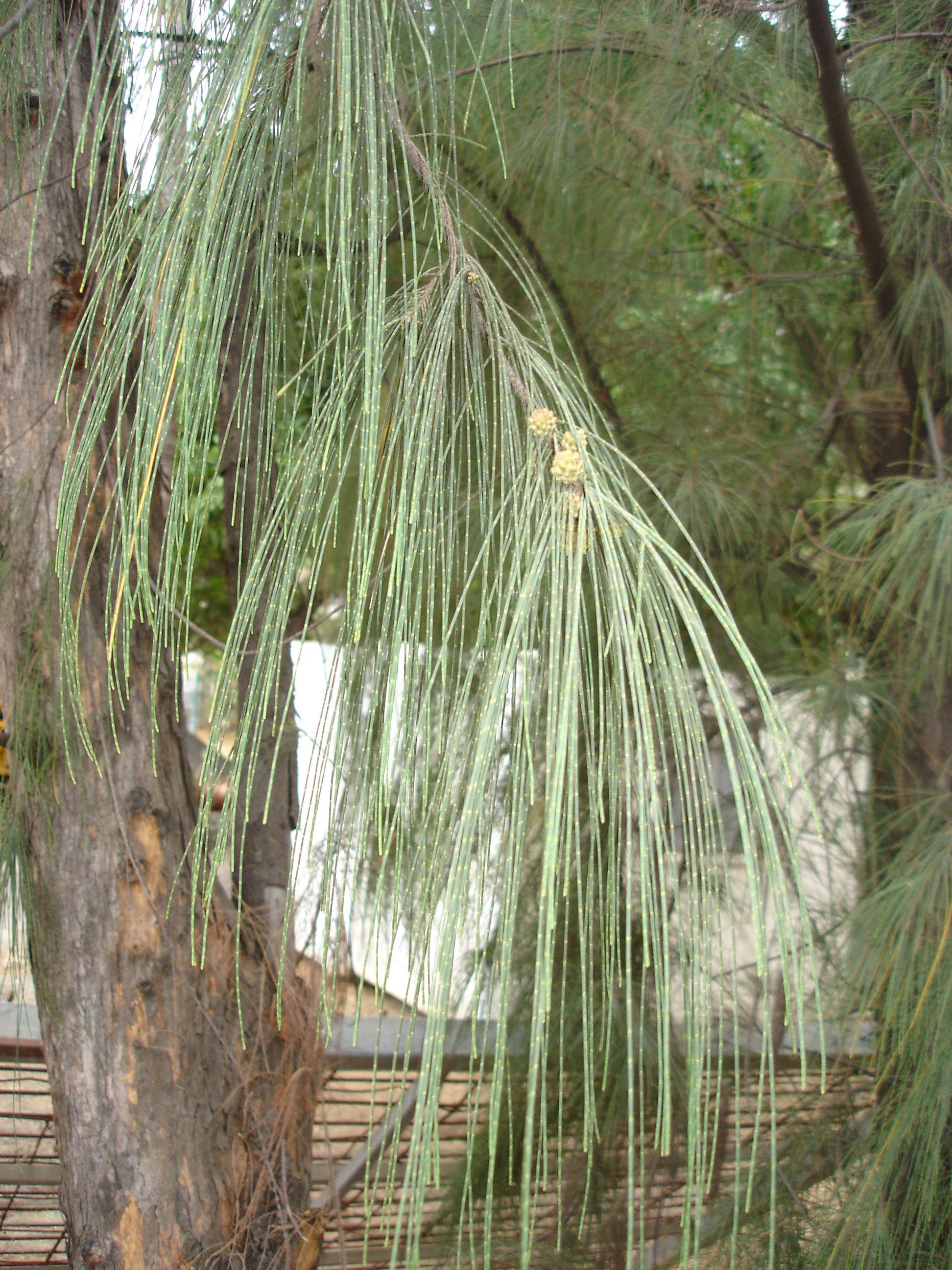
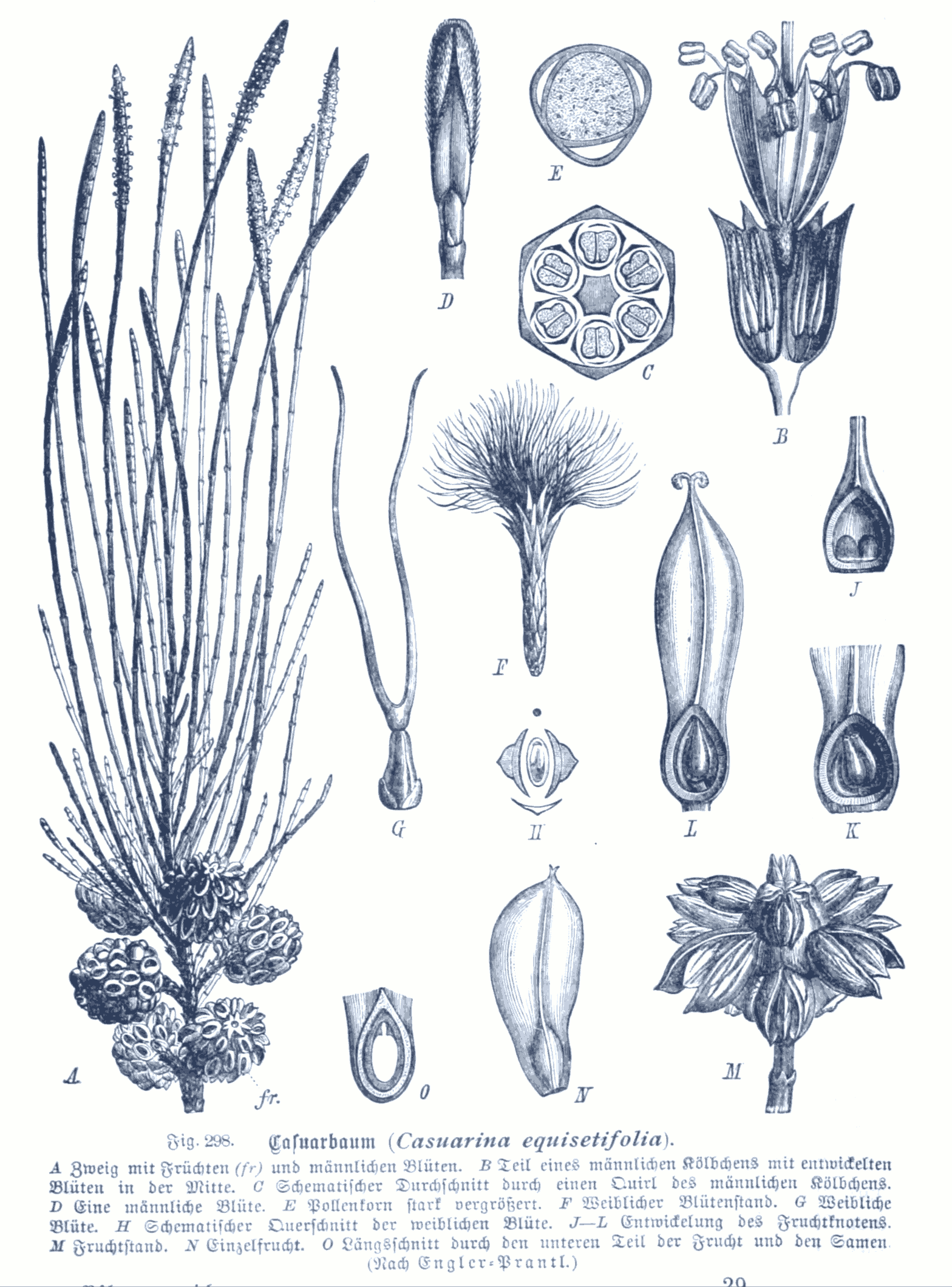
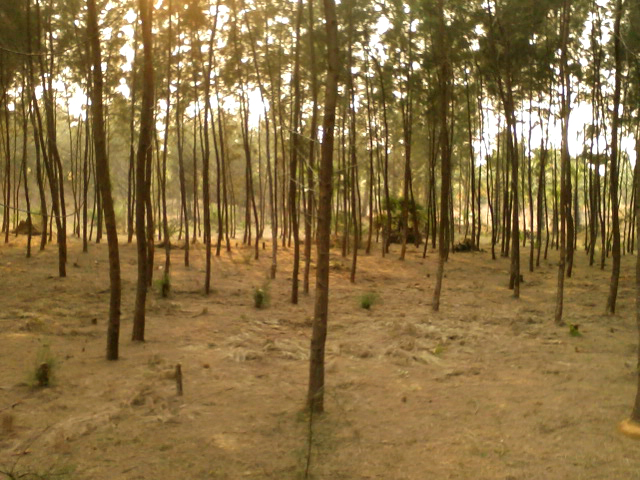
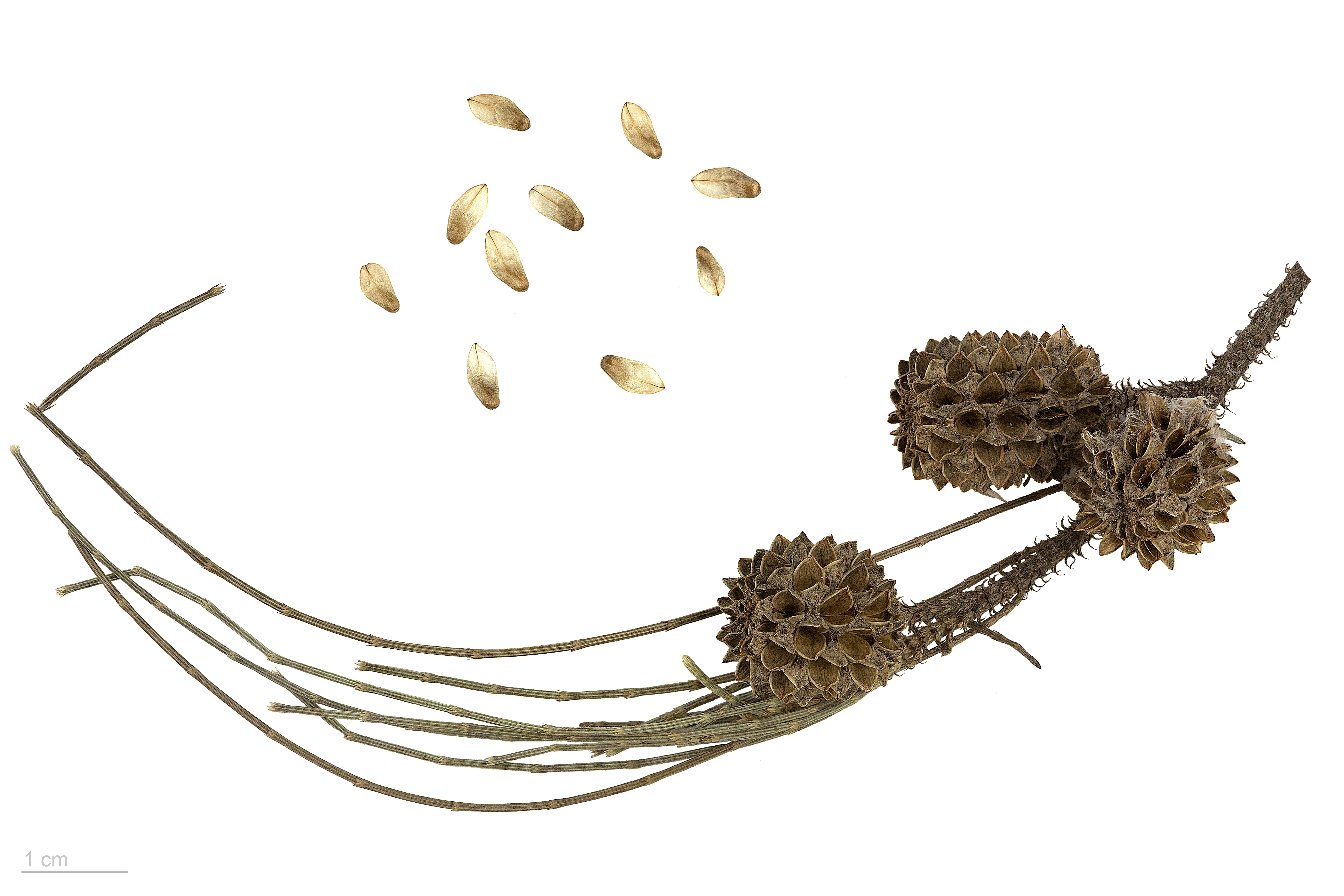
Casuarina equisetifolia - Museum specimen